# Maranta cristata
Maranta cristata är en strimbladsväxtart som beskrevs av Christian Gottfried Daniel Nees von Esenbeck och Carl Friedrich Philipp von Martius. Maranta cristata ingår i släktet Maranta och familjen strimbladsväxter. Inga underarter finns listade.